# Appendicula alatocaulis
Appendicula alatocaulis är en orkidéart som beskrevs av P.O'byrne och Jaap J. Vermeulen. Appendicula alatocaulis ingår i släktet Appendicula och familjen orkidéer.
Artens utbredningsområde är Sulawesi. Inga underarter finns listade i Catalogue of Life.